# Nicolas Schöffer
Pour les articles homonymes, voir Schöffer.
Nicolas Schöffer (Schöffer Miklós), né le 6 septembre 1912 à Kalocsa en Hongrie, et mort le 8 janvier 1992 dans le 18e arrondissement de Paris, est un sculpteur et plasticien français d'origine hongroise. 
Il est l'un des principaux acteurs de l'art cinétique, mais surtout de l'art cybernétique, appelé aujourd'hui art interactif, en réalisant les premières œuvres temps réel de l'histoire de l'art.
Après un doctorat de droit et des cours de peinture aux Beaux-Arts de Budapest, il s'installe en 1936 à Paris, où il vit jusqu'à sa mort à 79 ans. Il fréquente alors l'École nationale supérieure des beaux-arts et travaille dans l'atelier de Fernand Sabatté.

## Biographie

### Ses recherches

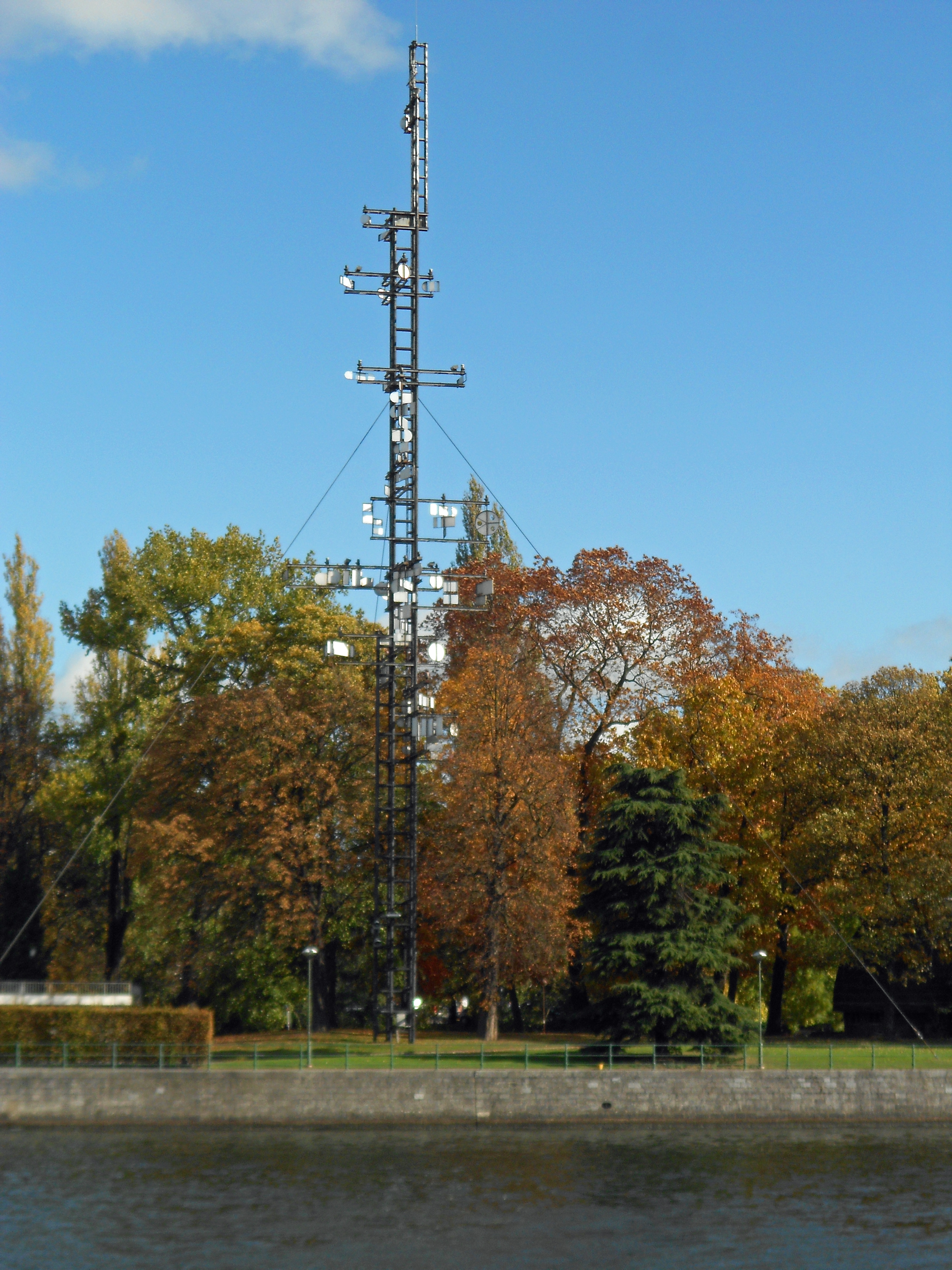
La tour cybernétique de Nicolas Schöffer à Liège (1961) photographiée en 2011

Avant d'être un artiste-ingénieur, il est un chercheur curieux de toutes les nouvelles technologies.
En 1936, il commence à développer un art pictural fondé sur un répertoire de formes élémentaires. Il expose au Salon d'Automne en 1937, et au Salon des Indépendants en 1938.
En 1948, il invente le spatiodynamisme, c'est-à-dire, selon sa définition, « l'intégration constructive et dynamique de l'espace dans l'œuvre plastique ».
Pour lui, le sculpteur doit utiliser les techniques de son temps : les sculpteurs mycéens sculptaient l'albâtre avec des ciseaux de bronze, et nous devons Praxitèle et Phidias aux ciseaux de fer permettant de sculpter dans le marbre. « Les ciseaux en tant que tels ne sont ni significatifs ni éternels, et chaque époque crée ses propres ciseaux. » Aussi le sculpteur du XXe siècle doit-il utiliser les techniques électriques et électroniques qui sont à sa disposition pour animer la sculpture. Pour lui, la cybernétique, élément essentiel de son œuvre, est « la prise de conscience du processus vital qui maintient en équilibre l’ensemble des phénomènes ».
En 1954, tout cela est théorisé dans un livre, Le spatiodynamisme. En 1955, il réalise à Paris la première sculpture multimedia interactive au monde, dotée d'un système d'interaction temps réel avec capteurs. Cette sculpture de 50 m de haut, sonorisée par une composition temps réel à partir de bandes magnétiques de Pierre Henry fonctionnera tout l'été 1955. Cette œuvre est la plus grande contribution de Schöffer à l'histoire de l'art, avec CYSP 1, la sculpture robotisée autonome de 1956. Il invente ainsi l'art cybernétique qui permet l'établissement d'un « dialogue entre l'œuvre et son public' », entre l'œuvre et son environnement. L'aboutissement de sa recherche sur les environnements interactifs fut le projet de la Tour Lumière Cybernétique (1963) prévue pour le quartier de la Défense, projet qui fut abandonné après la mort du président Pompidou alors que l'on construisait déjà les fondations.

### Sculpture et spectacle
Ses recherches, le conduisent à la fin des années cinquante, vers la sculpture à laquelle il intègre ses travaux sur l'espace, la lumière et le temps. Il introduit ainsi le concept de « lumino-dynamisme » avec la série Lux (commencée en 1957), c'est-à-dire des sculptures produisant des effets lumineux mobiles grâce à des moteurs, des réflecteurs et des projecteurs.
Il participe à de nombreux spectacles expérimentaux, dont celui réalisé en 1956 avec les ballets de Maurice Béjart autour de « CYSP1 », première sculpture cybernétique autonome, installée sur le toit de la cité radieuse de Le Corbusier à Marseille, dans le cadre du premier Festival d'avant-garde. En 1961, il crée une série de clips pour la télévision française faisant de lui un pionnier de l'art vidéo. 
En 1968, il crée le Lumino, première œuvre d'art destinée à être produite de manière industrielle. Fabriqué par Philips, le Lumino affiche des effets lumineux colorés se mouvant très lentement.
Enfin, sa réflexion aboutit au chronodynamisme, avec la série des Chronos, amorcée dans les années 1970, des sculptures programmées réagissant au passage du temps, à l'alternance jour/nuit, etc. En 1973, il conçoit Kyldex1 à l'Opéra de Hambourg, un ballet interactif où le public est invité à participer au processus évolutif du spectacle. La même année, il réalise avec la Régie Renault SCAM1, la première sculpture-automobile.

### Architecture et urbanisme
L'architecture et l'urbanisme vont lui permettre de cristalliser l'ensemble de ses recherches et de donner naissance dès 1955 à l'« œuvre d'art total », la ville cybernétique. Parmi ses projets d'espaces utopiques, on peut citer : un « Centre de loisirs sexuels », une université verticale haute de 1 km, et un centre administratif composé de trois tours longilignes enserrées par deux énormes bâtiments à l'apparence de ballons dirigeables. En 1963, il présente son projet de TLC (Tour Lumière Cybernétique), prévue pour le quartier de la Défense, à Georges Pompidou. Le projet ne se réalise finalement pas faute de budget, et par suite de la mort du président. Cet échec lui restera toujours particulièrement douloureux. On peut cependant trouver à Liège, en Belgique, une « Tour Cybernétique » de 52 mètres de hauteur et un mur lumière de 80 mètres de long au Parc de la Boverie.
En 1982, il est élu membre de l'Académie des beaux-arts au fauteuil de Louis Dideron. Trois ans plus tard, une maladie lui fait perdre l'usage de son bras droit. Il continue tout de même à créer, explorant par exemple les sensations de surface avec sa main gauche et travaillant avec les tout premiers ordinateurs individuels à souris (Série « Hommage à Macintosh »).

### Postérité
Au cours du  printemps 2007, un des deux ateliers de Schöffer doit être vidé sous la pression immobilière et une partie de la collection est accueillie à Belfort. En septembre de la même année, la ville de Paris rachète les ateliers de la Villa des arts et le Maire de Paris y fait poser une plaque en l'honneur de Schöffer. La veuve de l’artiste, Eléonore de Lavandeyra Schöffer (1926-2020), décide de céder à la ville de Liège les collections encore en sa possession : la tour cybernétique de l'artiste, qui y était à l'arrêt depuis 1972 faute d'entretien, est réhabilitée et remise en fonction en juin 2016 après d'importants investissements.

## Expositions
- 1960 : "Lumino-Dynamics" Institute of Contemporary Arts, London, UK (7-30 juillet).
- 1961 : Exposition Rétrospective au Palais des Beaux-Arts de Bruselas.
- 1963 : Biennale de Paris avec la collaboration de la Galerie Anderson-Mayer Sculptures architecturales et Microtemps (du 19 septembre au 12 octobre).
- 1965 : Exposition itinérant - "2 kinetic sculptors: Nicolas Schöffer and Jean Tinguely" Jewish Museum (New York, N.Y.), Galerie d'Art Moderne Washington (Washington D.C.).
- 1966 : “Micro-temps” Galerie Denise René, Paris, France (Abr-Mai).
- 1966 : Exposition itinérant - "2 kinetic sculptors: Nicolas Schöffer and Jean Tinguely" Walker Art Center (Minneapolis, MN), Carnegie Institute (Pittsburgh PA) et Le Seattle Art Museum (Seattle, WA).
- 1967 : Nicolas Schöffer, «Les nouvelles techniques de la lumière», Lumière et Mouvement Musée d'art moderne de la ville de Paris.
- 1968 : Premier Grand Prix à la Biennale de Venise dans la tourmente de Mai.
- 1970 : Nicolás Schöffer - Exposition à la Fondation Mendoza, Caracas, Venezuela (Oct - Nov).
- 1972 : Nicolás Schöffer - Exposition à la Galerie Denise René, New York, États-Unis.
- 1973 : Nicolás Schöffer - Exposition au Musée des beaux-arts d'Argovie, Aarau, Suisse.
- 1974 : Musée d'art moderne de la ville de Paris
- 1975 : Exposition à la Galerie Denise René-Hans Mayer, Düsseldorf, Allemagne.
- 1984 : "Cent Chefs-d'Œuvre" Grand Palais, Paris, France.
- 1987 : "Sculptures Lumineuses" au Musée Aemstelle, Amstelveen, Pays-Bas.
- 1990 : "Abstraction géométrique, du constructivisme au cinétisme", Centre Culturel de Compiègne et à la Maison Falleur de Cambrai, France.
- 1992 : Exposition "L'Art en Mouvement", Fondation Maeght, France.
- 1994 : Exposition "Hommage à Nicolas SCHÖFFER 1912-1992", Centre Noroît, Arras, France.
- 1997 : Exposition "La Ville Cybernétique de Nicolas Schöffer", Galerie Didier Lecointre-Dominique Drouet, Paris, France.
- 1998 : Exposition  " De la Figuration à la Cybernétique", Galerie du Pont-Neuf, Paris
- 2000 : Exposition Nicolas SCHÖFFER inconnu", Institut Hongrois de Paris
- 2001 : Exposition "SCHÖFFER", Galerie Victor Sfez, Paris et Nicolas SCHÖFFER", ART PARIS, Carrousel du Louvre, Paris
- été 2004 :  exposition de toute son œuvre à la Villa Tamaris à La Seyne-sur-Mer et à la Fondation Vasarely à Aix-en-Provence
- été 2005 : rétrospective d'une quarantaine d'œuvres à la Fondation Electra d'EDF à Paris (mai-septembre).
- septembre 2006 : présentation à La Grande-Motte.
- 2007 : Exposition des œuvres lumineuses de Nicolas SCHÖFFER, Villa Photon, Rotterdam, Pays-Bas et exposition "Nicolas SCHÖFFER et la Tour Cybernétique de Liège" dans le cadre de "Créativité et Interaction", Palais des Congrès, Liège, Belgique
- 2008 : Exposition “Microtemps (1968-69), Nicolas Schöffer MediaRuimte, Bruxelles, Belgique
- 2015 : Exposition "Nicolas Schöffer", Galerie Odalys, Madrid, Espagne
- 2018 : Exposition Nicolas Schöffer, Rétroprospective au LAM, Villeneuve d'Ascq

## Publications
Théoricien, Nicolas Schöffer a publié des ouvrages sur l'art et l'urbanisme, notamment dans une perspective cybernétique :
- Le spatiodynamisme, Ed.AA, Boulogne, 1954, rééd. Naima, Paris, 2018.
- La Ville cybernétique, Tchou, Paris, 1969, rééd. Naima, Paris, 2018.
- Le Nouvel Esprit artistique, Denoël/Gonthier, Collection Bibliothèque médiations, 1970, rééd. Naima, Paris, 2018.
- La Tour Lumière Cybernétique, Denoël/Gonthier, Collection Bibliothèque médiations, 1973, rééd. Naima, Paris, 2018.
- La Nouvelle Charte de la ville, Denoël/Gonthier, Collection Bibliothèque médiations, 1974, rééd. Naima, Paris, 2018.
- Perturbation et chronocratie, Denoël/Gonthier, Collection Bibliothèque médiations, 1978, rééd. Naima, Paris, 2018.
- La Théorie des miroirs, Belfond, Paris, 1982, rééd. Naima, Paris, 2018.
- Les Punaises de la culture. Pour un contre-pouvoir de l’art, Riveneuve, Paris, 2018.

Ouvrages monographiques consacrés à Nicolas Schöffer :
- Nicolas Schöffer, Éditions du Griffon, Neuchâtel, 1963.
- Nicolas Schöffer, Les Presses du réel, Dijon, 2004.
- Nicolas Schöffer, Fonds Mercator, Bruxelles, 2018.

## Œuvres
- 1956 : Cysp 1, première sculpture électronique interactive réalisée avec le concours de la société Philips.
- 1960 : Chronos 5, au Musée Ludwig à Cologne.
- 1961 : Micro-temps n° 5.
- 1961 : Tour cybernétique de Liège, au parc de la Boverie, à Liège.
- 1957-1962 : Série Lux
- 1971 : Chronos 8 au lycée Pierre Mendès-France de La Roche-sur-Yon[4].
- 1988 : Lux 16 ou Tour d'Ain de la série Lux.